# Dominic Manfredi
Pas d'image ? Cliquez ici

a Compétitions nationales et continentales officielles uniquement.

Dominic Manfredi, né le 1er octobre 1993, est un joueur de rugby à XIII anglais évoluant au poste d'ailier. Il est désigné dans l'équipe de la saison de la Super League en 2016.

## Biographie
Dominic Manfredi a évolué toute sa carrière en Super League au sein du même club des Warriors de Wigan à l'exception d'une rencontre lors de la saison 2014 où, prêté un mois à Salford, il y dispute un match au cours duquel il inscrit deux essais.
Il se blesse gravement lors d'une rencontre en Super League en 2016 où son ligament intérieur du genou est touché, cela l'éloigne de longs mois des terrains ne pouvant disputer la finale de la Super League remporté par son équipe.

## Palmarès
- Collectif :
  - Vainqueur de la Super League : 2013[1], 2016[1] et 2018 (Wigan Warriors)
  - Finaliste de la Super League : 2014[1], 2015 et 2020[1] (Wigan Warriors)

- Individuel :
  - Sélection dans la « Dream Team » de la Super League : 2016.

### En club

#### Statistiques
| Saison | Club              | Compétition  | Matchs | Points | Essais | Goals | Drops |
| ------ | ----------------- | ------------ | ------ | ------ | ------ | ----- | ----- |
| 2013   | Wigan Warriors    | Super League | 1      | 0      | 0      | 0     | 0     |
| 2014   | Wigan Warriors    | Super League | 12     | 44     | 11     | 0     | 0     |
| 2014   | Salford City Reds | Super League | 1      | 8      | 2      | 0     | 0     |
| 2015   | Wigan Warriors    | Super League | 16     | 80     | 20     | 0     | 0     |
| 2016   | Wigan Warriors    | Super League | 21     | 56     | 14     | 0     | 0     |